# CPI do Pó Preto

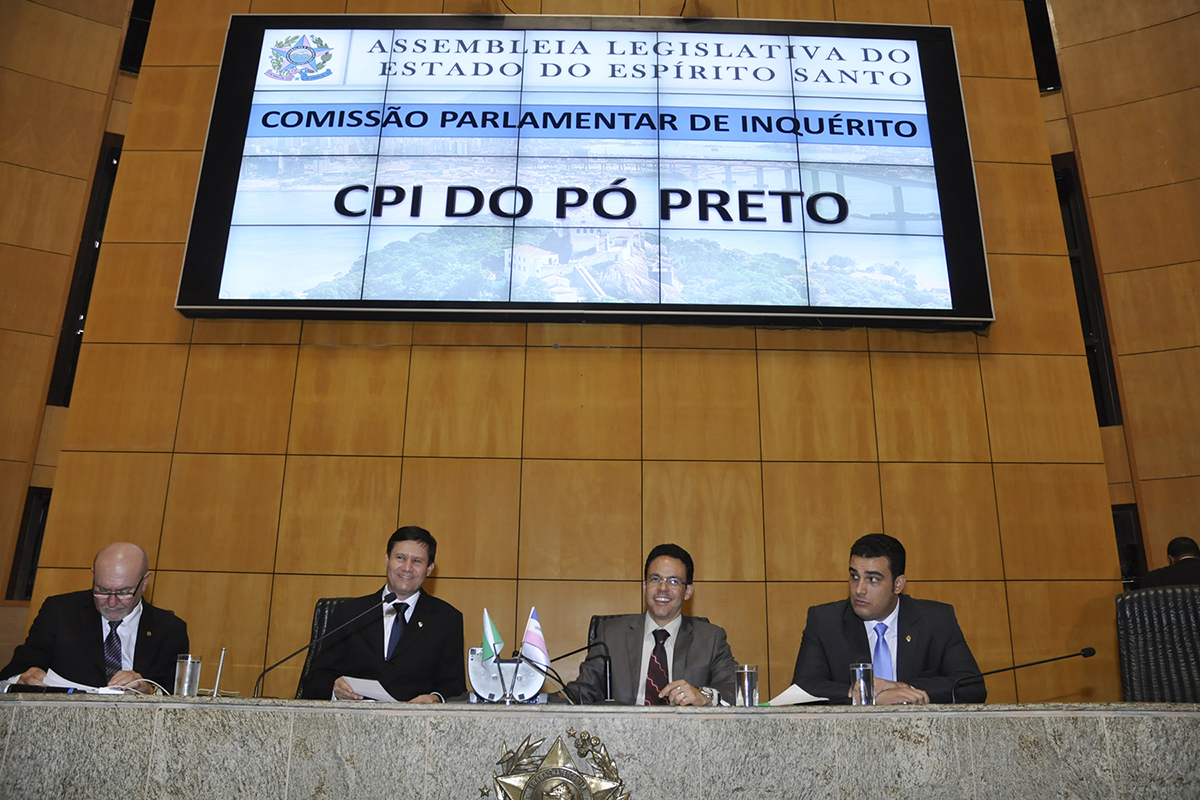

A chamada CPI do Pó Preto foi uma Comissão Parlamentar de Inquérito instaurada na Assembleia Legislativa do Espírito Santo cujo objetivo era o de verificar as origens de uma determinada poluição atmosférica na Grande Vitória: o chamado 'pó preto'. A conclusão da CPI, após oito meses de trabalho, apontou que as empresas Samarco, ArcelorMittal e Vale foram as principais responsáveis pelo lançamento dos poluentes na atmosfera.
| “ | Quando elas estiveram aqui em seus depoimentos, todos os presidentes destas empresas admitiram que fazem parte da poluição da Grande Vitória com o pó preto. | ” |